# أقكند (مياندوآب)
أقكند هي قرية في مقاطعة مياندوآب، إيران. يقدر عدد سكانها بـ 80 نسمة بحسب إحصاء 2016.